# Radio Chilena
Radio Chilena fue una estación radial chilena (AM y FM) que funcionó entre el 28 de marzo de 1922 y el 31 de enero de 2006. Fue la primera radioemisora en emitir su señal en Chile. 
De propiedad de Compañía Radio Chilena S.A., tuvo un transmisor en el Cerro San Cristóbal de 50.000 watts (AM) y 10.000 watts (FM), junto a una extensa red de filiales regionales creada en 1992 y cerrada en 1998. Durante gran parte de su historia su propiedad estuvo ligada a la Iglesia católica, principalmente a través del Arzobispado de Santiago y de la Congregación Salesiana.

## Historia

### Inicios
La firma Errázuriz, Simpson y Cía. Ltda. sentó las bases tecnológicas para el desarrollo de la radiodifusión en Chile, gracias a la participación de las otras firmas, Siemens Schuckert Ltda, e International Machinery & Co. Esta empresa compró los derechos de Federico Helfmann y se entregó a la tarea de formar la Compañía Radio Chilena. Los capitales que participaron en este proyecto fueron de firmas ligadas a la electrotécnica: Westinghouse, General Electric, Telefunken, Telegrafie Sans Fils y Marconi Wireless. Siendo Enrique Sazié el cerebro de la puesta en marcha del plan.

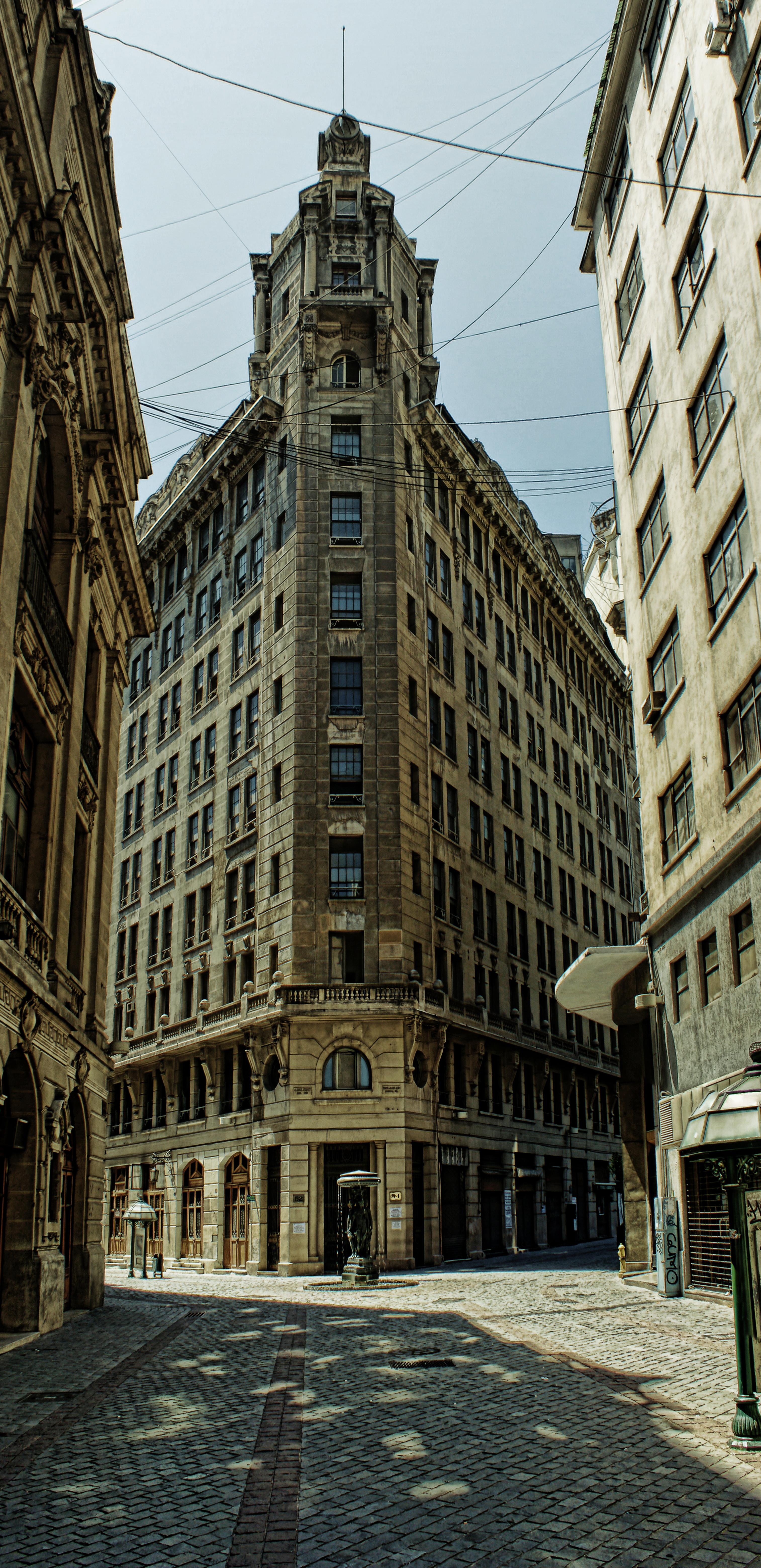
Edificio Ariztía, donde se ubicaban los estudios de Radio Chilena.

Para salir rápidamente al aire, Sazié transformó un equipo de radiotelegrafía marca Oscilio, que había importado, en un transmisor de radiodifusión. Aprovechó las dos lámparas de 250 vatios, los instrumentos y el grupo generador marca Esco, que suministraba la corriente eléctrica continua.
Enrique Sazié montó la emisora que comenzó a operar, en carácter experimental, el 22 de octubre de 1922. Los estudios estaban en el 10.º piso del Edificio Ariztía, entonces el edificio más alto de Santiago, ubicado en la intersección de calles Nueva York y La Bolsa. Las transmisiones se iniciaron de manera experimental el 26 de marzo de 1923.
Las transmisiones regulares fueron inauguradas oficialmente el 28 de marzo de 1924 bajo el nombre de Chile Radio Company. Alfredo Figueroa Arrieta fue el primer locutor, y en la ocasión actuaron Los Huasos de Chincolco, Luis Rojas Gallardo, Osmán Pérez Freire, y la orquesta Intermaco. La denominación de la orquesta Intermaco se realizó a partir del nombre de una de las empresas propietarias de Radio Chilena: International Machinery and Company.
Cabe precisar que esta emisora no tiene vínculo con la primera transmisión de radio que el 19 de agosto de 1922 realizaron Arturo Salazar y Enrique Sazié, desde la Casa Central de la Universidad de Chile; evento que inauguró la radiodifusión en Chile. En septiembre de 1953 la emisora fue adquirida por la Fundación Cardenal Caro.

### Programas destacados
En la década de los 60, Radio Chilena era primera sintonía con programas conducidos por Esteban Lob (Enfrentando el Día y El Mundo de su Hogar), María Pilar Larraín (Los Amigos de María Pilar), Juan La Rivera (Aclarando las Cosas), Antonio Contreras (Fono Club), Poncho Pérez (Ritmo Juvenil), Juan Carlos Gil (El Disjockey de la Noche), Miguel Davagnino (La Actualidad Disquera y La Cita Juvenil), y Freddy Hube (Alto Voltaje). Más tarde se incorporarían Juan Guillermo Vivado (El Club del Rock) y Pablo Aguilera.
Por su parte, el fallecido locutor Hernán Pereira animaba los programas Al Día con los Discos, La Alegre Matinée, Vuelta a Casa y El Malón de la Chilena, este último espacio mencionado, incluía concursos con la participación del público que colmaba los estudios de la radio.
Sus programas más recordados fueron su noticiero Primera Plana y el deportivo La Chispa del Deporte (1979-1982, 1983-1988 -solamente transmisiones desde los estadios-, febrero 1990-diciembre 1998, enero 1999-abril 2000 como La Nueva Chispa del Deporte -solamente programa de estudios- y 7 de octubre de 2002-31 de enero de 2006), además de espacios como Lolos de Ayer con Miguel Davagnino y Luis Schwaner (1975-1997), Nuestro Canto con Davagnino (1976-1983), El Moscardón con Alfonso Palacios y Jaime Stahl (1977-1979), El club de los fantasmas y Para los que fueron lolos con Hernán Pereira (1978-1988), Cien por ciento latinoamericano con Davagnino (1983-1985), A esta hora se analiza -luego llamado Improvisando- con Jaime Celedón (1983-1989), Amigos en la tarde de la Chilena con Miguel Davagnino (1984-1987), Protagonistas, la juventud tiene la palabra con Lourdes Alfaya (1986-1988), La crónica política de Germán Gamonal (1990-1998), La mañana Chilena (1992-2000) con Julio Videla (1992-1999) y Leo Caprile (1999-2000), Rapidísimo con Pedro Carcuro (1993-1997), De punta a punta también con Carcuro (1997) y Entre cuatro paredes con Carlos Pinto (1997).
Otro de sus programas bastante populares, fue el programa de trasnoche Rueda Libre (posteriormente renombrado como A Todo Tránsito en los últimos años de la emisora), el que era conducido por el periodista argentino Ricardo Ragazzi, en la coconducción lo acompañaba el popular locutor de la emisora Sergio Atenas y la participación especial del ingeniero en Tránsito Jaime Bravo Jara. Se trataba de un espacio para acompañar a trabajadores de trasnoche, especialmente a trabajadores nocturnos que fuesen conductores, como camioneros, microbuseros, tripulaciones de buses interprovinciales, taxistas, repartidores de pizza, entre muchos otros, además de dar consejos de conducción y seguridad vial, esto por parte de Bravo. A mediados de 2004 el programa cambió de nombre a A todo tránsito, Ragazzi salió de la conducción y dejó la emisora (y por eso la modificación del nombre del espacio), por lo que Atenas junto al locutor Juan Miguel Sepúlveda se hicieron cargo de la conducción del espacio, junto con la participación especial de Bravo. Cabe mencionar que este popular programa, partió en el año 1980 y se mantuvo hasta las últimas instancias de transmisión de la radio en 2005, siendo sólo interrumpido entre 1982 y 1992 y de 1997 a 2004, antes del fracasado formato Chilena Sólonoticias de 2000.

### Décadas siguientes, SoloNoticias y cierre
Durante los años 1970 a 1990, Radio Chilena tomó una postura política independiente, mostrándose como opositora a la Unidad Popular y neutral a la dictadura militar de Augusto Pinochet, poniendo en esta época un énfasis en la defensa de los derechos humanos. Esta postura le significó numerosas clausuras a lo largo de esos años, lo cual le causó numerosos problemas económicos pese a liderar la sintonía durante a comienzos de los años 80, esto también se reflejo en la dirección de la radio, que en 1978 fue vendida en un 50% a la Congregación Salesiana por parte del Arzobispado de Santiago. Tras el retorno de la democracia, Radio Chilena comenzó a relegarse en sintonía, principalmente por la expansión de la frecuencia modulada como principal medio de escucha desplazando a la AM y por el traslado de las mismas de sus competidoras, lo que generó una fuerte crisis económica que solo la apaleaba las ganancias de su radio hermana Aurora; por este motivo se decidió tomar 3 medidas principales: la venta de Aurora al naciente conglomerado Iberoamerican Radio Chile, la conformación de una red nacional unificada de la radio (transmitiendo la programación de Santiago y terminando las emisoras locales) y su puesta en el aire en la FM.
Radio Chilena llega a la frecuencia modulada a través del 100.9 MHz el lunes 14 de junio de 1999, pero a pesar de subir lugares en las encuestas, no lograba competir de igual a igual con su competencia; tras varios estudios de mercado para renovar la programación de la radio, se decidió por un modelo de "SoloNoticias", con información las 24 horas teniendo bloques temáticos y diversos resúmenes cada 15 minutos.  Tras una ardua preparación que incluyó visitas a proyectos similares en Europa, el formato debuta el 15 de mayo de 2000, consiguiendo un alto impacto en la audiencia por lo novedoso que resultaba este estilo para el medio. Sin embargo, no logró captar la atención de los medios publicitarios y la audiencia disminuyó argumentando que la programación era plana y monótona, incluso tediosa, y que había poca jerarquización en la entrega de las noticias. El 13 de marzo de 2001 se reestructura la programación en grandes bloques programáticos con el objetivo de darle calidez a la información y optimizar los recursos de la emisora, pero fuertes pugnas por el manejo económico y las perdidas ocasionadas por el proyecto hicieron que en julio de 2003 el proyecto llegara a su fin y que la emisora volviera a un esquema más tradicional.
La profunda crisis económica y programática hicieron que sus frecuencias en el dial de Santiago 100.9 FM y el 660 AM y activos fueron entregadas para su operación y administración a Canal 13 de la Pontificia Universidad Católica de Chile, quienes finalizaron las transmisiones de la radio el 31 de enero de 2006, y a partir del 27 de febrero de ese año comenzaron a explotar comercialmente la emisora Play FM, misma situación que ocurrió en Arica, Iquique, Antofagasta, Calama y La Serena (todas en FM). 
Luego de un tiempo en simultáneo en AM (cerca de 2008), la frecuencia AM de Santiago pasó a transmitir la señal de la Radio UC que anteriormente era solamente por internet. Sus frecuencias en el dial de Copiapó (91.5 FM) y Vallenar (92.3 FM) fueron entregadas para su operación y administración al Obispado de Copiapó, quienes explotan la Radio Santuario, que inició sus transmisiones el 10 de abril de 2006. En Valparaíso, deshace la sociedad del 30% que poseía de la señal 1210 AM Radio Valparaíso. En tanto, las frecuencias de Rancagua (1430 AM), Los Ángeles (95.3 FM) y Puerto Montt (92.3 FM), quedaron en manos de las respectivas diócesis y arquidiócesis, para lanzar cada una sus propios proyectos radiales.[cita requerida] Mientras que en Valdivia (92.1 FM) y (1330 AM), Coyhaique (104.1 FM) y Punta Arenas (590 AM) fueron asignadas a otras empresas ligadas al rubro de la industria radiofónica.[cita requerida]
Unos años después, reaparecieron algunas filiales locales como la CC-103 Radio Chilena de Concepción, y la CC-109 y 91.7 FM en Talca y 92.1 FM en Curicó Radio Chilena del Maule (emite actualmente). La frecuencia de CD-101 de Temuco tuvo una marcha blanca de reinauguración en 2009.
Desde 2019, la señal CB-66 en Santiago pasó a emitir Radio Colo Colo.

## Estudios
Al comenzar sus transmisiones sus estudios estaban ubicados en el 10º piso del Edificio Ariztía. Después trasladaron sus estudios a calle Estado 359. Posteriormente sus oficinas y estudios se trasladaron a calle Paseo Phillips 40, 2° piso, donde estuvieron hasta el último día de emisión el 31 de enero de 2006.

## Directivos de Radio Chilena
Algunos presidentes, directores responsables y jefes de prensa de Radio Chilena fueron:
- Juan La Rivera Rojas (1966-1970, periodista, locutor radial y conductor de televisión)
- Fernando Betteley Besa (1974-1977, ingeniero comercial)
- Ernesto Corona Bozzo (1977-1998, abogado)
- Guillermo Hormazábal Salgado (1977-1988, periodista)
- Jaime Moreno Laval (1984-1990, 2002-2004, periodista)
- Germán Gamonal Rosales (1990-1998, periodista)
- Daniel Lescot Jerez (1998-2002, ex sacerdote de la Congregación Salesiana)
- Abel Esquivel Querci (1998-2002, periodista)
- Edmundo Hermosilla Hermosilla (2000-2004, ingeniero comercial y exministro de Vivienda y Urbanismo en el gobierno de Eduardo Frei Ruiz-Tagle)
- Julio Poblete Bennett (2004-2006, administrador de bienes)
- Juan Luis Silva Dibarrart (2004-2006, ingeniero comercial)

## Personal
A lo largo de su historia, Radio Chilena tuvo destacados locutores, periodistas, comentaristas, personal técnico,radiocontroladores y productores tales como:[cita requerida]
- Sergio Miranda Gajardo
- Freddy Hube Yunge (60s-1970)
- Eduardo Bernales Hernández (1968-1993)
- Juan Carlos Gil (60s-1970)
- Hernán Pereira Contreras (60s-1976, 1978-1988)
- Esteban Lob Levi (60s)
- Juan La Rivera (1964-1970)
- Alfonso "Poncho" Pérez Rave (60s)
- María Pilar Larraín (60s)
- Miguel Ángel San Martín (60s)
- Mauricio Montaldo (60s)
- José Luis Córdova Ballesteros (60s)
- Manuel Fernández (60s)
- Daniel Ramírez (60s)
- Antonio Contreras (60s)
- Jorge Blas (60s)
- Miguel Davagnino Carrasco (1967-1990, 2003-2004)
- Pablo Aguilera (1969-1977)
- Alfonso Palacios (1970-1979)
- Pedro Carcuro Leone (1973-1975, 1981-1984, 1990-1999)
- Patricio Esquivel Lobos (años 60-1996)
- Juan Guillermo Vivado (años 70s)
- Sergio Campos (1975)
- Patricio Villanueva Rodríguez (1977-1996, 2004-2005)
- Jaime Stahl (1978-1979)
- Julio Adrián Cortés (1978-1979)
- Vladimiro Mimica Cárcamo (1979-1982, 1992-1998, 2002-2006)
- Juan Facuse Heresi (1979-1987)
- Max Walter Kautz Castro (1979-1981)
- Héctor "Tito" Awad Schain (1979-1981)
- Antonio Neme Fajuri (1979-1981, 1999-2000)
- Aldo Soto Martínez (1979-2000, 2004-2006)
- Mauricio Israel (1979-1988, 1990, 1999)
- Ricardo Ragazzi (1980, 1992-1996, 2004)
- Marcos Castañeda Díaz (1979-1991)
- Lino Eduardo Fernández Villa (1979-2000)
- Sergio Planells Castillo (1979-1988)
- Carlos Alberto Bravo (1979-1987)
- Luis Hernán Schwaner Ugarte (1981-2000)
- Sergio Villanueva Rodríguez (1981-1984, 1992-1996)
- Juan Alberto Sepúlveda Quezada (1982)
- Fernando López Curié (1982)
- Carlos Cuadrado
- Jaime Celedón (1982-1989)
- Patricio Frez (1982)
- Yerko Hromic Miranda (1982, 2004)
- Jaime Moreno Laval (1983-1990, 2002-2004)
- Ignacio Bustamante
- Oscar Castro (80's)
- Juan Castro Gómez (80's-2004)
- Alejandro Guillier (1983-1984, 1998-2002)
- Ignacio González Camus (1983-1987)
- Francisco Aylwin Oyarzún (1983-1994)
- Mario Gómez López (1983-1988)
- Waldo Mora Longa (1983-1989)
- Manuel Antonio Larraín (1983-1988)
- Mariano Muñoz Scarpa (1983-1998, 2002-2006)
- Patricio Bañados (1984-1985)
- Nibaldo Fabrizio Mosciatti (1984-1985)
- José Francisco Contreras G. (1983-2004)
- Carlos Bencini Jouvhomme (1984-1987, 1990-1991, 2003-2005)
- Mirna Concha (1984-1987)
- Darío Verdugo Petit (1984-1988)
- Aldo Rómulo Schiappacasse Cambiasso (1985-1987, 1990-1994)
- Eduardo Alejandro "Ítalo" Mella Mella (1985-2005)
- Ángel Bozán Ramos (1985-1990)
- Manuel Francisco Daniel Bauerle (1985-1987)
- Patricio Parraguez (1986-1989)
- Carlos Humberto Silva Araya (1985-2006)
- Nelly Yáñez Neira (1986-1988)
- Lourdes Alfaya Nuez (1986)
- Edgardo Marín (1985-1987, 2000-2001)
- Cristián Luengo Romero (1987-2006)
- Nelson Oteiza (1988-1998)
- Eliana Henríquez (1988-1990)
- Ernesto Díaz Correa (1988-1996)
- Daniel Seisdedos (1989-1990)
- Julián Aldea Barrientos (1989-2000)
- Christian Gordon Díaz (1989-1999)
- Julio Jung (1989)
- Andrés Rillón (1989)
- Germán Gamonal Rosales (1990-1998)
- Luis Adolfo Breull Amador (1990-1993)
- Teresa Barría Arriagada (1990-1997)
- María Cristina Prudant (1990-1994)
- Carlos Alzamora Véjares (1990-1992)
- Guillermo Le-Fort Yaksic (1990-1999)
- Michael Müller Salomón (1990-1992)
- Hans Marwitz Halbwachs (1990-1991)
- Álvaro Sanhueza Maripangue (1990-1993)
- Carlos Alberto Campusano Soto (1990-1993, 2001-2006)
- Claudio Bustíos Abarzúa (1990-1992)
- Eugenio Cornejo Correa (1991)
- Julio Videla Cabezas (1992-1999)
- Carlos Caszely (1992-1998)
- Patricio Millas Blanco (1992-1993)
- Juan Manuel Ramírez Barrenechea (1992)
- Nelson Navarro Mendoza (1992-1998, 2002-2006)
- Juan Carlos "Caco" Villalta Atlagic (1993-1996)
- Martín Chávez (1993-1994, 1999-2000)
- Juan Luis Valdés (1993-1994)
- Rodrigo Vargas (1993-1994)
- William Rebolledo Báez (1993-1995)
- Jimena Tricallota (1993-1995)
- Luis Hernández Labarca (1994-1998)
- Juan Francisco Ortún Quijada (1994-1998)
- Mario Mauriziano Apolito (1994, 1997, 2000-2001)
- Álvaro Lara Vera (1994)
- Rubén Clunes Clunes (1994-2006)
- Nelson Colil Painén (1995-2006)
- Claudio Vogel Miranda (1995-1999)
- Claudio Gómez Díaz (1995-2000)
- Jaime Davagnino (1997)
- Carlos Pinto (1997)
- Beatriz Sánchez Muñoz (1997-2003)
- Jorge Salas (1997)
- Leo Caprile (1999)
- Julio Wright (1999-2000)
- Pedro Sánchez (2000-2006)
- Armando Silva Pérez (2000-2006)
- Fernando Solabarrieta (2000-2006)
- Benjamín Benzaquén (2000-2003)
- Ramón Ulloa (2001-2003)
- Joel Solorza (2001-2003)
- Jaime Coloma (2001-2005)
- Jorge Tapia Vidal (2001-2002)
- Pedro Lizana (2001-2003)
- Francisco Montaner (2001-2003)
- Pamela Pacheco (2001-2003)
- Patricio Yáñez (2001-2006)
- Víctor Eduardo Alonso Raggio (2001-2002)
- César Osvaldo Carreño (2001-2006)
- Sergio Atenas Yáñez (2003-2006)
- Nelson González (2000-2006)
- José Francisco Aedo (2000-2006)
- Fresia Soltof Moraga (2001-2006)
- Ivonne Toro (2001-2006)
- Marcelo Garay (2001-2006)
- Mónica Rojas (2001-2006)
- Rodrigo Cerda (1995-2006)
- Rodrigo Pizarro (2001-2006)
- Iván Gardilcic (2001-2006)
- Andrea Rivera (2001-2004)
- Alejandra Vásquez (2001-2004)
- Mónica Antivil (2001-2003)
- Daniel Faúndez (2001-2004)
- Abdón Oyarzún (2001-2004)
- Erwin Acevedo Ibáñez (2001-2003)
- Paula Muñoz (2001-2004)
- Fernando Sánchez (2001-2004)
- Héctor Vega Onesime (2002-2006)
- José Ignacio Eguiguren Correa (2002-2006)
- Lukas Tudor (2002-2006)
- Jorge Cubillos (2002-2006)
- Claudio Fariña (2002-2004)
- Patricia Espejo Freitas (2002-2005)
- Ricardo Israel Zipper (2002-2004)
- Ricardo Letelier (2003-2004)
- Roberto Manosalva González (2003-2005)
- Gerardo Gómez Quitral (2003-2005)
- Valentina del Campo (2003-2004)
- Luis Alberto Leiva (2003)
- Tanya Orellana (2003)
- Sebastián Cornejo (2003-2005)
- Osvaldo Luchsinger Ramos (2003-2006)
- Luis Amado Rojas Gallardo (2004-2005)
- Juan Miguel Sepúlveda (2004)
- Karen Contreras (2004)
- Karen Doggenweiler (2004-2005)
- Susana Horno Fernández (2004-2005)
- Katherine Salosny (2004-2005)
- Sandra Zeballos (2004-2005)
- Katherine Cubillos (2004-2005)
- Verónica Díaz Santibáñez (2004-2005)
- Ingrid Sufán Farías (2004-2005)
- Roberto Enrique Vallejos Guzmán (2005-2006)
- Jorge Yovanovich (2005-2006)
- Mauricio Smith (2005-2006)
- Cristián Orchard (2005)
- Juan Dinamarca Escalona (1978-1999)
- Jaime Moreira (1985-2002)
- José Luis García (1995-1999)

## Eslóganes
| Período                     | Eslogan |
| --------------------------- | --- |
| 1977                        | Garantía de sintonía a toda hora y en todas partes. - Garantía de contenido para la familia chilena. - Garantía de poder vendedor para los comerciantes e industriales.      |
| 1978-1983                   | Una familia radial al servicio de todos los chilenos. |
| 1980-1981                   | La Chilena con todos los chilenos. |
| 1981-1983                   | CB-66, Somos Chilena... ¡a su servicio!. |
| 1982 (60º aniversario)      | 60 años con usted y al servicio de todos los chilenos. |
| 1983-1992                   | Chilena, la radio de todos. - 1983: Por algo nos escucha el país - 1983-2000: Nos escuchan y nos creen... (usado en el noticiero Primera Plana). - 1988: Imagen espectacular |
| 1992 (70º aniversario)-1997 | Desde 1922, la radio de todos. |
| 1997-2000                   | La radio de todos, está en todas. - 1999-2000: Chilena, la radio de todo el país - La señal más clara en todo el país                                                        |
| 2000-2003                   | Porque las noticias no esperan, sólo suceden (formato "Sólonoticias"). - 2001: Hay noticias que nos cambian la vida...                                                       |
| 2003-2005                   | Radio Chilena, Sólo Chilena. - Escuchar mejora la visión, Sólo Chilena - Noticias Sólo Chilena - Economía Sólo Chilena - Deportes Sólo Chilena - Cultura Sólo Chilena        |
| Enero-Diciembre 2005        | Para los chilenos de hoy. |

## Antiguas frecuencias
- 100.9 MHz (Santiago); hoy Play FM.
- 660 kHz (Santiago); hoy Radio Divina. No tiene relación con 13 Radios.
- 105.7 MHz (Arica); hoy Radio Charanga Latina, no tiene relación con 13 Radios.
- 106.1 MHz (Iquique); hoy Radio San Lorenzo, no tiene relación con 13 Radios.
- 88.1 MHz (Calama); hoy Madero FM, no tiene relación con 13 Radios.
- 105.7 MHz (Antofagasta); hoy Play FM.
- 91.5 MHz (Copiapó); hoy Radio Santuario de Copiapó, no tiene relación con 13 Radios.
- 92.3 MHz (Vallenar); hoy Radio Santuario de Copiapó, no tiene relación con 13 Radios.
- 88.9 MHz (La Serena/Coquimbo); hoy Play FM.
- 95.3 MHz (Los Ángeles); hoy Radio Regina Coeli, no tiene relación con 13 Radios. Anteriormente en el 104.1 MHz antes de un cambio de frecuencia (no tiene relación con la señal 104.1 MHz actual).
- 1010 kHz (Temuco); Ex Emisoras Ñielol de Temuco (luego Chilena-Ñielol entre 1992 y 1998 y luego repetidora de la señal de Santiago), hoy Radio La Señal, no tiene relación con 13 Radios.
- 92.1 MHz (Valdivia); hoy sin uso.
- 92.3 MHz (Puerto Montt); hoy Radio Nueva Belén, no tiene relación con 13 Radios.